# Infamous Mobb
Infamous Mobb är en hiphopgrupp från Queensbridge i New York som är starkt knutna till rapduon Mobb Deep. Medlemmarna i gruppen är Ty Nitty, Twin Gambino och Godfather Pt.III.

## Diskografi
- Special Edition (2002)
- Blood Thicker Than Water, Vol. 1 (2004)
- Reality Rap (2007)